# 장안사 (기장군)
장안사(長安寺)는 대한민국 부산광역시 기장군 장안읍 장안로 482에 있는 조계종 소속 사찰이다. 부산광역시의 최동북단 불광산 자락에 있는 673년(문무왕 13) 원효대사가 창건한 절이다.

## 소장 문화재
- 《기장 장안사 대웅전》 - 대한민국의 보물 제1771호 (2012년 8월 1일 지정)
- 《기장 장안사 석조석가여래삼불좌상》 - 대한민국의 보물 제1824호

- 《장안사 응진전 석조석가삼존십육나한상》- 부산광역시의 유형문화재 제85호
- 《장안사 명부전 석조지장시왕상》- 부산광역시의 유형문화재 제86호
- 《장안사 대웅전 석가영산회상도》- 부산광역시의 유형문화재 제87호
- 《장안사 응진전 석가영산화상도》- 부산광역시의 유형문화재 제88호
- 《장안사 명부전 지장보살도》- 부산광역시의 유형문화재 제89호
- 《장안사 명부전》- 부산광역시의 유형문화재 제106호 (2011년 3월 26일 지정)
- 《기장 장안사 응진전》- 부산광역시의 유형문화재 제107호 (2011년 3월 26일 지정)
- 《장안사 예수시왕칠재의찬요》- 부산광역시의 유형문화재 제171호
- 《장안사 응진전 석조석가여래삼존상 복장물 일괄》- 부산광역시의 유형문화재 제172호
- 《장안사 감지금니묘법연화경》- 부산광역시의 유형문화재 제174호
- 《장안사 명부전 복장유물》- 부산광역시의 유형문화재 제189호

- 《장안사 연》- 부산광역시의 민속문화재 제5호
- 《장안사 명부전 삼번상》- 부산광역시의 민속문화재 제10호
- 《장안사 응진전 법대경상》- 부산광역시의 민속문화재 제11호

## 같이 보기
- 불광산
- 원효대사